# Люсі Шапіро
Люсі Шапіро (англ. Lucy Shapiro; 16 липня 1940, Нью-Йорк) — американська науковиця з біології розвитку. Працює професоркою біології розвитку в медичній школі Стенфордського університету. Люсі Шапіро також є професоркою ім. Людвіґа з дослідження раку та директором Центру молекулярної та генетичної медицини ім. Бекмана. Вона заснувала нові теми досліджень у біології розвитку, використовуючи мікроорганізми для вивчення основних питань у цій сфері. Праці Люсі Шапіро розширили розуміння основ функціонування стовбурових клітин та розвитку біорізноманіття. Своїми ідеями вона здійснила революцію у розумінні бактеріальної генної мережі і допомогла дослідникам розробити новітні ліки для боротьби з резистентністю до антибіотиків. У 2013 році Шапіро була нагороджена американською національною медаллю у науці за 2011 рік за дослідження бактеріальних клітин.

## Біографія
Люсі Шапіро народилася у Нью-Йорку та виросла в Брукліні, де відвідувала Нью-Йоркську публічну школу номер 169. Опісля вона була ученицею в Нью-Йоркській вищій школі музики і мистецтва, вивчаючи витончені мистецтва. Спочатку Люсі планувала вивчати мистецтво та музику у цій школі. Однак, без відома батьків, вона вирішила, що не буде складати іспит з музики, як планувалось. Замість того, Люсі знайшла книжку з малювання у бібліотеці, самостійно опанувала техніку малювання і здала вступний екзамен, підготувавши портфоліо з мистецтва. У своїх спогадах Люсі Шапіро зазначила: «Це був справді вирішальний момент. Я навчилась, що я можу змінити траєкторію свого власного життя, діючи».
Шапіро продовжила навчання витончених мистецтв, а також біології, в Бруклінському коледжі, де у 1962 році вона отримала диплом бакалавра. Свою бакалаврську роботу вона написала про флорентійського поета Данте, досліджуючи причини його вибору писати вернакулярною (місцевою) мовою на противагу латинській. Згадуючи свою дисертацію про Данте, Шапіро підкреслила, що робота була цікавою, але її серце не співало.
Після того, як професор Теодор Сведловський з Рокефелерського університету переконав Люсі Шапіро взяти курс органічної хімії, вона зацікавилася як і візуальними аспектами, так і науковою основою органічної хімії, та змінила основиний курс навчання. У 1966 році вона отримала науковий ступінь PhD із молекулярної біології у медичному коледжі ім. Альберта Ейнштейна, де вона працювала з Томасом Авґустом та Джерардом Гурвіцом над першими РНК-залежними РНК-полімеразами.
Доктор Шапіро опублікувала свої спогади про ранні роки в Брукліні та її роки в науці в журналі з біологічної хімії.

## Робота

### Академічні посади
- 1967—1986: доцент та професор, Медичний коледж ім. Альберта Ейнштейна, Нью-Йорк.
- 1977—1986: завідувачка, відділ молекулярної біології, Медичний коледж ім. Альберта Ейнштейна, Нью-Йорк.
- 1981—1986: директор, підрозділ біологічних наук, Медичний коледж ім. Альберта Ейнштейна, Нью-Йорк.
- 1983—1986: завідувачка відділу молекулярної біології ім. Лоли та Сауля Крамерів, Медичний коледж ім. Альберта Ейнштейна, Нью-Йорк.
- 1986—1989: професор ім. Гіґґенса з мікробіології та завідувачка відділу мікробіології, Коледж лікувальної справи та хірургії Колумбійського університету, Нью-Йорк.
- 1989—1997: засновниця та завідувачка відділу біології розвитку, Медична школа Стенфордського університету, Стенфорд, Каліфорнія.
- 1989—1998: професор ім. Йозефа Ґранта у школі медицини, Медична школа Стенфордського університету, Стенфорд, Каліфорнія.
- 1989: професор, відділ біології розвитку, Медична школа Стенфордського університету, Стенфорд, Каліфорнія.
- 1998: професор ім. Людвіґа з дослідження раку.
- 2001: директор Центру молекулярної та генетичної медицини ім. Бекмана, Медична школа Стенфордського університету, Стенфорд, Каліфорнія.

### Посади в індустрії
- 1993—2000: директор, Silicon Graphics, Inc.
- 1993—2000: директор, SmithKlineBeecham[10]
- 2002: засновниця Anacor Pharmaceuticals, Inc., разом із Стівеном Бенковичем, Пенсинвальський університет та Гарлі Макадамсом, Медична школа Стенфордського університету[11]
- 2000—2006: директор, Glaxo Smith Kline[12]
- 2008—2012: директор, GenProbe, Inc.[13]
- 2002: директор Anacor Pharmaceuticals, Inc.
- 2012: директор, Pacific BioSciences, Inc.[14]
- 2015: засновниця Boragen, LLC, разом із Стівеном Бенковичем, Джеррі Фінком та Паулем Шіммелем[15]
- 2015: директор, Boragen, LLC

### Досягнення
Після шести місяців постдокторантури в Медичному коледжі ім. Альберта Ейнштейна у Нью-Йорку, Шапіро було запропоновано посаду на факультеті, де вона могла заснувати свою власну лабораторію. Основним науковим зацікавленням Шапіро було питання, як одновимірний генетичний код — ДНК — переноситься у тривимірний організм людини. Дослідницю цікавив механізм цього процесу, наприклад, як успадковуються клітинні позиції білків і полімерів нуклеїнових кислот. Це основне питання і задало напрямок дослідницької програми Люсі Шапіро. Науковиця хотіла вийти за рамки досліджень вмісту клітин у пробірці та досліджувати тривимірну структуру і поведінку живих клітин. Шапіро зазначає, що «я знайшла найпростіший організм, який я змогла знайти, та вивчала, як велика кількість компонентів живої клітини функціонують разом». Для досліджень вона вибрала одноклітинний організм, Caulobacter crescentus, та робила спроби визначити особливий біологічний процес, який контролює життєвий цикл клітини.
Те, що Шапіро та її студенти виявили, змінило усталені переконання про біологію бактеріальної клітини. Caulobacter ділиться асиметрично на дві дочірні клітини у кожному клітинному циклі. Замість того, щоб містити рівномірно розподілену суміш білків, одноклітинний Caulobacter нагадує високоорганізовану фабрику з певним «машинним механізмом», що регулює кожен етап клітинного циклу, для того щоб зміни відбувалися у від відповідний зазначений час. ДНК копіюється один раз за цикл певною групою молекул. Як тільки одна копія ДНК поміщена в кожну половину клітини, інші механізми стискають середину клітини, щоб розділити її на дві дочірні клітини. Шапіро була першою дослідницею, яка показала, що реплікація ДНК бактерії відбувається просторово-організованим способом і що поділ клітин залежить від цієї просторової організації.
До кінця 90-х років XX століття Шапіро та її студент Майкл Лауб змогли вивчити генетичну основу прогресування клітинного циклу та, як наслідок, ідентифікувати три регуляторних білки, DnaA, GcrA і CtrA, які контролюють складні часові та просторові взаємодії, які впливають на велику кількість генів. Разом з Діконом Аллей та Жанін Меддок дослідниця змогла продемонструвати, що хеморецепторні білки займають певні ділянки всередині клітини. Шапіро і Крістін Якобс-Ваґнер, а також Джанін Меддок показали, що сигнальні протеїнкінази також мають певні позиції на полюсах клітин. У 2005 році, використовуючи мікроскопію та флуоресцентні мітки, Шапіро змогла продемонструвати, що хромосомні області дублюються як у впорядкований, так і в особливий спосіб відповідо до локації, що включає «набагато більш високий ступінь просторової організації, ніж вважалося раніше».
Вивчаючи регуляційні процеси клітинного циклу, асиметричний клітинний поділ та диференціацію клітин, дослідження Шапіро дозволили глибше зрозуміти генетичні та молекулярні процеси, які спричиняють поділ ідентичних бактеріальних клітин на різні клітинні типи. Це є базові процеси, які лежать в основі всього життя, від одноклітинних бактерій до багатоклітинних організмів. Процес клітинного циклу Caulobacter також демонструє схожість з поділом стовбурових клітин, в якому виникають дві різні клітини, одна з яких відрізняється від батьківської клітини, а інша ні.
З 1995 року у спільній роботі з Гарлі Макадамсом Шапіро застосувала напрацювання та методи аналізу з області електричних схем до дослідження бактерій, з метою вивчення функціонування біологічних систем в цілому. Обчислювальне моделювання на основі геному, зокрема дослідження регуляторних мереж, стає все важливішим для системної біології. Дослідження логіки керування клітинного циклу Caulobacter, порівнуюючи його з автоматом, дозволяє розуміти регуляцію бактеріального клітинного циклу як цілісного клітинного феномену.

### Біотехнології
У 2002 році Люсі Шапіро заснувала фірму Anacor Pharmaceuticals, разом з лікарем і біологом розвитку Гарлі Макадамсом та хіміком Стівеном Бенковичем з Пенсинвальського державного університету. Ціллю фірми, яка розташована у Пало-Альто, є створення та дизайн нового типу антибіотиків та протигрибкових засобів. Дослідники розробили новітній клас малих молекул, які вміщують атоми бору, та створили один з двох нових протигрибкових агентів, винайдених за останні двадцять п'ять років. Їхній винахід затверджений американським Управлінням продовольства і медикаментів (УПМ) для лікування нігтьового грибка Kerydin. Другий медикамент – Crisaborole, призначений для лікування атопічного дерматиту, успішно пройшов третю фазу тестування у 2015 році. У цьому ж році Шапіро, Бенкович, Фінк та Шіммель заснували фірму Boragen, LLC, яка займається розробкою боровмісних добрив для використання в побуті та сільському господарстві.

### Громадська діяльність
Шапіро консультувала як адміністрацію Клінтона, так і другу адміністрацію Буша. Вона є членом Центру міжнародної безпеки та співробітництва в Інститутті міжнародних досліджень Фрамана Споглі в Стенфордському університеті. Для Шапіро особливо важливим питанням є потенційний вплив нових інфекційних хворіб. Існує кілька причин важливості дослідження інфекційних хворіб. Однією з причин є розвиток мікробів резистентних до антибіотиків, які почали з'являтися у 50-х роках XX століття, як наслідок надмірного використання антибіотиків. Шапіро бере участь у розробці медикаментів, які будуть атакувати особливу бактерію, а також її механізм резистентності до медикаментів, щоб запобігти утворенню штамів резистентних до медикаментів. Іншою причиною є перенесення бактерій у чужорідне середовище, як наслідок збільшення туризму, розширення населення у раніше недосліджені регіони та зміна клімату. Це також включає розвиток зоонозів, які передаються від одного виду до іншого, як наприклад грип. Для того щоб побороти біологічні загрози, які виникають природно чи навмисно, необхідно зрозуміти механізми, які відбуваються у клітинах, а також у популяціях клітин у їхньому середовищі. Шапіро наголошує на важливості комплексного розуміння живих систем та на необхідності усвідомлення, що втручання в ці системи може призвести до непередбачуваних наслідків.

## Нагороди та відзнаки
- 2017: Чан/Цукерберґ біохаб[25]
- 2013: Нагорода Pearl Meister Greengard Prize, Рокефелерський університет[16]
- 2013: Нагорода Американської асоціації клітинної біології за досягнення жінок-дослідниць у цій галузі
- 2012: Нагорода ім. Луїзи Ґросс-Горвіц, разом з Річардом Лосіком та Джо Люткенгаузом
- 2012: Медаль деканату, Медична школа Стенфордського університету
- 2011: Національна наукова медаль США
- 2010: Видатна випускниця, Медичний коледж ім. Альберта Ейнштейна, Нью-Йорк
- 2010: Нагорода за життєві досягнення ім. Абботта, Американська асоціація мікробіології
- 2009: Міжнародна премія Гайрднера, разом з Річардом Лосіком
- 2009: Меда́ль Джона Ско́тта
- 2008: Професура ім. Гічкока, Каліфорнійський університет, Берклі
- 2005: Нагорода з мікробіології ім. Зельмана А. Ваксмана
- 2003: Делегатка до Американського філософського товариства
- 1994: Національна академія наук США
- 1993: Американська академія мікробіології
- 1992: Американська академія мистецтв і науки
- 1991: Інститут медицини Національної академії наук США
- 1983: Видатна випускниця, Бруклінський коледж